# Гіпський Іван Іванович
Гіпський Іван Іванович (нар. 8 березня 1901, м. Кременець, Тернопільська обл. — пом. 27 жовтня 1978, м. Кременець) — диригент, композитор, педагог, фольклорист.

## Біографія
1920 — Закінчив учительську семінарію;
1921–1923 — учителював на Кременеччині. Керував молодіжним хором у с. Підлісці Кременецького р-ну.
1922–23 — директор школи в с. Підлісці Кременецького р-ну;
1930 — закінчив 2-річні музичні курси у Львові;
1932–1940 — керував хором учителів м. Кременця, з яким гастролював на Тернопільщині та Рівненщині.
1937 — закінчив заочно педагогічний факультет Варшавської консерваторії
1923–39 — інспектор Кременецької шкільної канцелярії;
1937 — записував в околицях м. Шумськ Тернопільської обл. давні календарно-обрядові пісні та похоронні плачі.
1939–41 — вчитель СШ № 3;
1944–1950 — Художній керівник і диригент Тернопільської обласної хорової капели, яка базувалась у Кременці;
1948–76 — викладач сольфеджіо і диригент Кременецької музичної школи, водночас 1950–75 — диригент симфонічного оркестру вчителів цієї школи. За сумісництвом викладав у Кременецькому (згодом Тернопільський) педагогічному інституті.

## Твори
Автор низки дитячих хорів «Зайчик», сл. В. Щурата;
«Літо краснеє минуло», сл. Лесі Українки;
«Літній ранок», сл. Б. Грінченка; (усі — 1937), а також обробки українських народних пісень.
Рукописна спадщина Гіпського І. І. зберігається у фондах Кременецького краєзнавчого музею.